# Zygopetalum
Zygopetalum es un género de orquídeas. Tiene 16 especies. Se producen en los bosques húmedos de baja y media elevación en  regiones de América del Sur, con la mayoría de las especies en Brasil.

## Características
Esta orquídea tiene el nombre genérico derivado de la palabra griega "zygon", que significa "yugo", y "petalum", que significa pétalo. Se refiere al yugo que crece en la base del labio causados por la fusión de los pétalos y los sépalos.
La mayoría son epífitas, pero algunos son terrestres con brillantes hojas, que son oblongas o elípticas-lanceoladas, agudas o acuminadas. Estas orquídeas tienen una forma de crecimiento muy acelerado.
La inflorescencia en tallo erecto de 60 cm de largo tienen pocas flores en racimo laterales y es más larga que las hojas. Sus destacadas brácteas igualan la longitud del ovario y son conocidos por sus fragantes, cerosas flores de tonos de verde, morado, burdeos, y frambuesa con varios patrones.

## Especies
| - Zygopetalum brachypetalum Lindl. - Zygopetalum crinitum - Zygopetalum ghillanyi. Brasil - Zygopetalum graminifolium. Brasil - Zygopetalum hasslerianum. Paraguay - Zygopetalum maculatum. Perú al este de Brasil - Zygopetalum mackaii. Perú al este de Brasil - Zygopetalum maxillare. Brasil al noreste de Argentina - Zygopetalum microphytum. Sudeste de Brasil - Zygopetalum pabstii. Brasil - Zygopetalum pedicellatum. Sudeste de Brasil - Zygopetalum reginae. Brasil - Zygopetalum rigbyanum. Brasil - Zygopetalum sellowii. Sudeste de Brasil - Zygopetalum silvanum. Brasil - Bahia - Zygopetalum sincoranum. Brasil - Bahia - Zygopetalum triste. Brasil |

- Datos: Q133749
- Multimedia: Zygopetalum / Q133749
- Especies: Zygopetalum